# Grottes des Moidons
Les grottes des Moidons sont des grottes situées au cœur de la forêt jurassienne, sur le territoire de la commune de Molain. Elles ont été découvertes en 1966 par Fred Meyer, Patrice Meyer et Pierre Murat,,.
Elles sont accessibles au public depuis 1989. La dernière salle est mise en valeur par un spectacle son et lumière. Le complexe accueille plus de 50 000 personnes par an, faisant des grottes le sixième site touristique du Jura en termes de fréquentation.
Depuis avril 2013, une nouvelle galerie permet désormais un accès facile.
Un incendie ravage le bâtiment d'accueil le 23 mars 2024, une semaine avant la réouverture du site pour la saison touristique.
La visite (environ 50 minutes) comprend :
- Le film de présentation,
- La visite guidée et commentée des grottes,
- Le Son et Lumière,
- L'espace chauves-souris avec son labyrinthe pour les enfants.